# Корнилий Переяславский
Корнилий Переяславский, Корнилий Молчальник (1643—1693, в миру Конон) — православный подвижник из Переславля, схимник, молчальник. Почитается Русской православной церковью в лике преподобных, память совершается 22 июля (по юлианскому календарю).

## Жизнеописание

### Детство и юность
Корнилий Переяславский родился в городе Рязани в богатой купеческой семье, родителей звали Гордий и Феодора. При крещении получил имя Конон.
Ребенком тайно ушел из дома и поступил послушником в Лукианову пустынь близ Переславля-Залесского к старцу Павлу. Через пять лет, в 1659 году, пришёл в монастырь святых страстотерпцев благоверных князей Бориса и Глеба, что на Песках, на тот момент в обители было всего четыре монаха. Строитель и иеромонах Борисоглебского монастыря Сергий какое-то время не принимал Конона в обитель из-за молодости; к тому же он ничего не говорил и объяснялся только знаками. Братия монастыря мняху ему быти не вящше пятинадесяти лет, отсюда был рассчитан 1643 год как год рождения.

### Монашеская жизнь
Несмотря на отказы — отрок не отходил от монастыря, жил за монастырскою оградой и ночевал у монастырских ворот, не переставая умолять о принятии его в монастырь. Наконец, видя терпение Конона, Сергий принял его послушником, признав глухим и немым.
Поступив в монастырь, Конон усердно трудился в монастырском послушании, выполняя хозяйственные работы. Вместе с тем, считая себя недостойным, не садился к трапезе с монахами и постничал, питаясь остатками три раза в неделю.  
Монахи насмехались над ним, как над простецом и юродивым. 
Через пять лет был пострижен в монахи духовным отцом монастыря иеромонахом Варлаамом под именем Корнилий.
Приняв иночество и продолжая выполнять послушание, Корнилий предпринял бо́льшие подвиги: в церковь приходил прежде всех и выходил после всех, так что никто не видел его спавшим в постели.
Спустя три года такой подвижнической жизни он просил строителя построить для него особую келью, чтобы жить в затворе. Строитель, видя его, яко искусна инока и в добродетелях совершенна, исполнил его желание и устроил ему малую деревянную келью. Отпуская Корнилия в затвор, он говорил ему: «Господь да благословит тебя и укрепит на невидимые враги; пред сущими же да не послужиши и не поработаеши им, есть бо дело ти благо, прочих трудов всех лиших тя». Преподобный Корнилий затворился в келье и начал строжайшую жизнь: день и ночь он проводил в молитве, изнуряя себя строжайшим постом.
Однажды монахи монастыря нашли его едва живым и вынесли из кельи. После трех месяцев болезни игумен монастыря убедил его остаться жить с братией. 
Преподобный Корнилий продолжал вести прежнюю подвижническую жизнь тридцать лет: сохранял молчание, ночи проводил в молитве, никогда не пропускал церковной службы и исправлял должность пономаря, по-прежнему трудился в пекарне и на кухне, копал землю, сажал овощи и плодовые деревья. Несмотря на изнурённое тело, своими руками выкопал колодец для братии.
По свидетельству братии, многим предсказал будущее и давал знать знаками о своей кончине. Сохраняя молчание, когда предрекал будущее, то помавал своей рукой, как пишущей тростью.

### Смерть
Перед кончиной преподобный пошёл в Никольский монастырь к общему духовному отцу, игумену Варлааму, исповедался у него, причастился Святых Тайн и был по просьбе его облечён в схиму. По просьбе духовника преподобный рассказал о себе, что родом он из Переславля-Рязанского, отца зовут Гордием, мать Феодорою, — дом их стоял на конце городского посада, и что он ради спасения своей души оставил родительский дом.
Возвратясь в свою обитель, он особоровался и через несколько часов в тот же день, 22 июля 1693 года, скончался, прожив в Борисоглебском монастыре около тридцати пяти лет. Был похоронен в часовне монастыря.

## Посмертное почитание
Через восемь лет после смерти Корнилия, в 1701 году, при копании рвов под фундамент каменной церкви в честь Смоленской иконы Божией Матери пристроенной к прежней Борисоглебской, его гроб был найден неповреждённым.
В 1705 году, при освящении этой Смоленской церкви святым Димитрием митрополитом Ростовским, мощи Корнилия был свидетельствованы и по повелению Дмитрия поставлены в новом храме за левым клиросом под спудом.
В честь блаженного Корнилия, который был изображён на некоторых иконах вместе с другими Переславскими чудотворцами, святитель Димитрий написал тропарь и кондак.
Как значится в рукописном житии, при мощах преподобного Корнилия до 1717 года совершилось 17 чудес.
3 февраля 2016 года определением Архиерейского собора Русской православной церкви от установлено общецерковное почитание преподобного Корнилия Переяславского.
Тропарь (глас 8)
Новоявленнаго угодника Божія почтимъ Корнилія преподобнаго, крестъ на рамо вземшаго, иго Христово усердно понесшаго; иже на невидимыя враги мужественно подвизався и козни ихъ поправъ, яко добръ подвижникъ, Владыцѣ Христу предста, и молится о душахъ нашихъ.
Кондак (глас 2)
Вышняя получити желая, въ вышнихъ живущему Христу нелѣностно поработилъ себе блаженне, да наслѣдиши горняя, презрѣлъ еси дольняя, не токмо очи отвративъ не видѣти суеты, но и устнамъ своимъ молчание наложивъ не глаголати суетная; обаче немолчнымъ сердцемъ воспѣлъ еси Богу. Не умолчи убо и нынѣ о насъ моляся, Корниліе преподобне.